# Ordine dell'Aquila nera
L'Ordine dell'Aquila Nera (in tedesco: Hoher Orden vom Schwarzen Adler) era la più alta decorazione cavalleresca del Regno di Prussia e poi dell'Impero tedesco dal 1871. L'ordine cadde in disuso dopo l'abdicazione del Kaiser Guglielmo II, ultimo Re di Prussia, nel 1918, divenendo un ordine puramente dinastico e riservato ai membri della Casa di Hohenzollern.

## Storia
L'Ordine dell'Aquila Nera venne istituito il 17 gennaio 1701 dal principe elettore Federico III di Brandeburgo che il giorno successivo venne incoronato re in Prussia col nome di Federico I. Formalmente per un sol giorno, dunque, l'onorificenza venne fondata all'interno dell'elettorato del Brandeburgo e poi passò alla Prussia come la principale delle sue onorificenze.
Gli statuti dell'ordine vennero pubblicati il 18 gennaio 1701 e vennero riformati nel 1847. I membri dell'ordine erano limitati ad un ristretto numero di cavalieri, divisi in due categorie, l'una formata dai membri di case regnanti (a loro volta distinti in membri della famiglia Hohenzollern o di altre case regnanti) e di Cavalieri capitolari. Prima del 1847, l'ordine poteva essere concesso esclusivamente ai nobili, ma dopo quella data i Cavalieri capitolari che fossero stati insigniti dell'ordine, avevano diritto alla nobilitazione. I Cavalieri capitolari erano solitamente grandi ufficiali d'esercito o politici di rilievo.
A partire dal 1862, i membri della famiglia reale prussiana, prima di ricevere l'onorificenza dell'Aquila Nera, dovevano aver ricevuto anche la croce di prima classe dell'Ordine della Corona. L'Ordine venne aperto ad un certo punto anche alle donne e di norma lo ricevevano ex officio tutte le regine consorti di Prussia e le imperatrici consorte tedesche, e tra le più famose insignite va ricordata la regina Vittoria del Regno Unito.

## Insegne

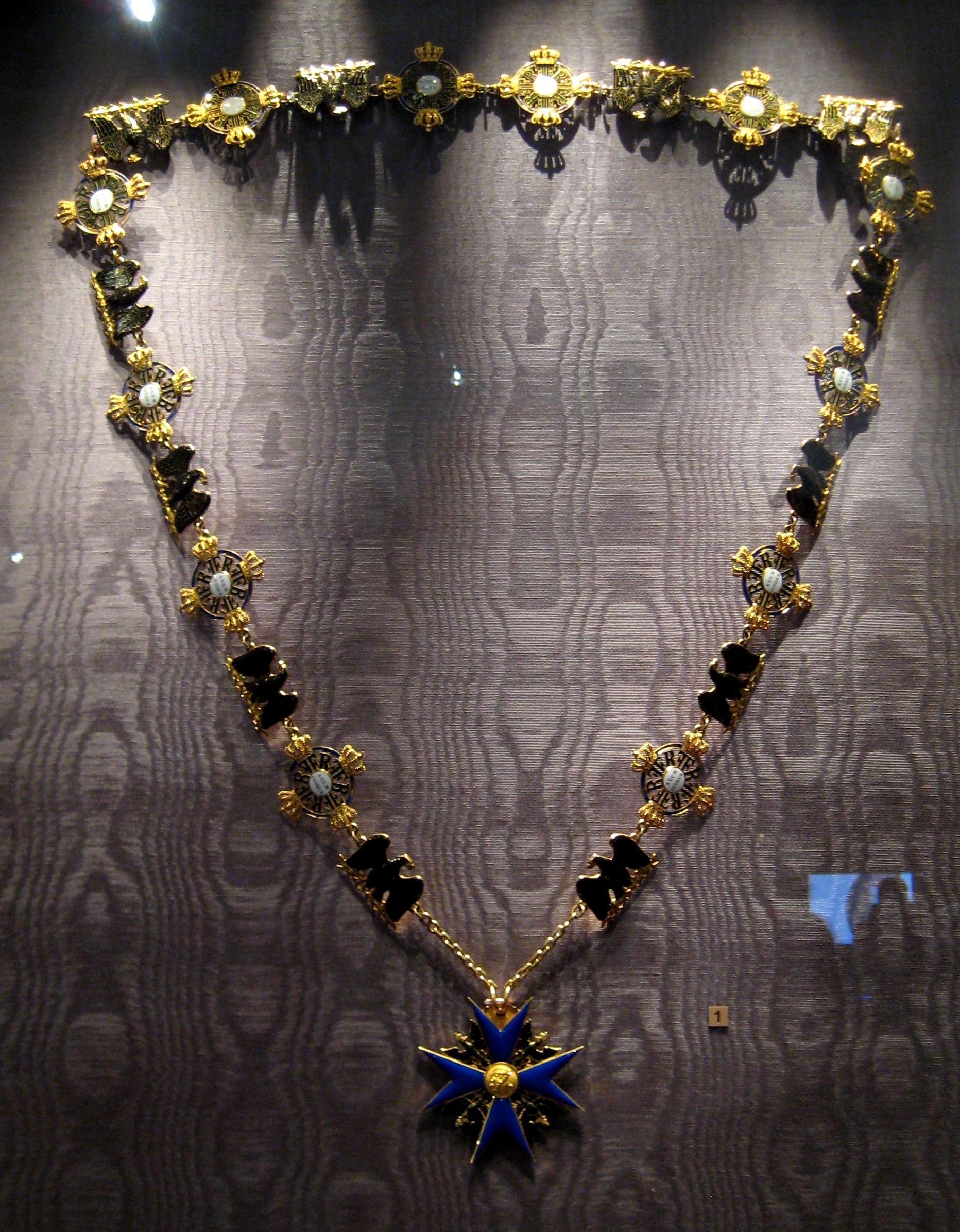
Collare dell'ordine dell'Aquila Nera

La medaglia dell'ordine consisteva in una croce maltese d'oro, smaltata di blu e inframezzata da aquile tenenti tra le proprie zampe la croce. Il medaglione dorato centrale alla croce portava il monogramma reale di Federico I ("FR" per Fredericus Rex).
La placca dell'ordine era solitamente composta da una croce ad otto punte d'argento, attorniata di raggi. Il medaglione centrale rappresentava un'aquila nera su sfondo dorato, circondata da una bordatura bianca col motto Suum Cuique.
Il nastro era di colore arancio moiré e dello stesso colore era la fascia d'onore che veniva indossata dall'insignito dalla spalla sinistra al fianco destro.
Alcuni insigniti potevano anche godere del diritto di poter portare il collare dell'ordine (Kette) attorno al collo, sospendendovi la medaglia. Esso era composto da 24 anelli di ferro, alternate ad aquile prussiane smaltate di nero con un medaglione centrale col motto Suum Cuique, oltre ad una serie di "FR" a formare una croce patente.

## Uso dei simboli dell'Ordine

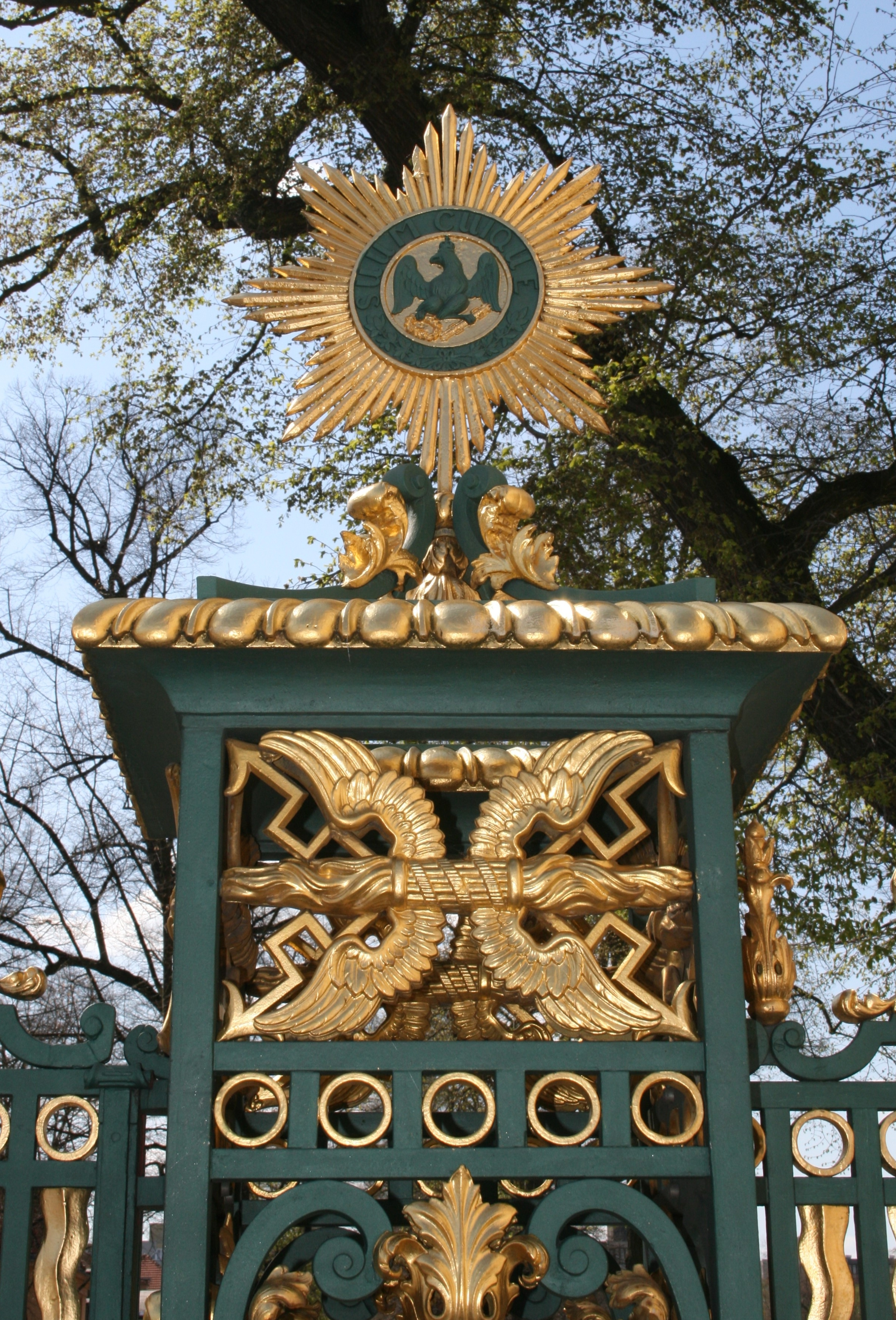
Particolare dell'insegna dell'Ordine sul cancello del Castello di Charlottenburg.

Data l'importanza dell'Ordine per tutto il regno di Prussia, le sue insegne furono largamente utilizzate come simbolo di esclusività e pertinenza con la casa regnante. Ad esempio nel 1740 il re Federico II fondò un corpo di cacciatori d'esercito, i Feldjäger che portavano come distintivo sul loro berretto la stella di gran croce dell'Ordine dell'Aquila nera contornata da foglie di quercia.
In quello stesso 1740, inoltre, venne fondata a Berlino la loggia massonica "dell'Aquila Nera" che non solo riprese a proprio simbolo la gran croce dell'onorificenza ma anche il motto dell'ordine, "cuique suum".
Su molte delle residenza reali e negli ambienti pubblici di corte in Prussia, non era raro vedere le insegne della decorazione dell'Ordine dell'Aquila Nera come ad esempio sui cancelli del Castello di Charlottenburg, voluto da Federico I.

## Insigniti
Dalla sua fondazione nel 1701 al 1918, l'Ordine dell'Aquila Nera venne concesso 407 volte, di cui 57 durante il regno di Federico I (1701-1713). Al 1918, l'ordine aveva 14 membri della casa reale prussiana, 1 membro della casa principesca di Hohenzollern, 49 membri di altre case regnanti (inclusi 9 regnanti di stati germanici), e 54 membri domestici.
Tutti i membri della famiglia reale, ricevevano l'onorificenza al compimento del loro decimo anno di età e ne ricevevano il collare al diciottesimo anno di età. L'onorificenza veniva concessa di diritto anche alle regine prussiane, mentre gli altri membri donne della famiglia reale ricevevano l'onorificenza dell'Ordine di Luisa. Nell'atto costitutivo era inoltre prevista la clausola che gli insigniti dovessero indossare le decorazioni dell'Ordine ogni giorno della loro vita dopo la loro assegnazione. Alla corte di Berlino, ove ostentare l'onorificenza quotidianamente era un obbligo per gli insigniti, chi si dimenticava di indossare la medaglia dell'Ordine una prima volta doveva pagare un'ammenda di 30 talleri, chi la dimenticava una seconda volta doveva realizzare una donazione di 100 talleri all'orfanotrofio reale di Königsberg e chi non indossava le insegne per la terza volta poteva addirittura essere privato della decorazione.
L'onorificenza venne concessa anche dopo la fine della Prima guerra mondiale (per esempio ad Umberto II di Savoia) mentre l'ex re di Prussia e imperatore Guglielmo II si trovava in esilio.

## Gran Maestri dell'Ordine dell'Aquila Nera

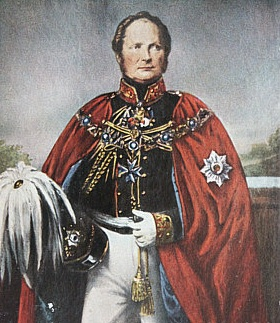
Federico Guglielmo IV indossante il collare e l'abito dell'Ordine dell'Aquila Nera. Ritratto di Franz Krüger

- Federico I di Prussia (1657 - 1713) - fondatore dell'Ordine dell'Aquila Nera; ultimo Principe Elettore del Brandeburgo e primo Re di Prussia
- Federico Guglielmo I di Prussia (1688 - 1740) - primo membro dell'Ordine, insignito nel 1701 quando divenne Principe Ereditario; Gran Maestro, 1713 - 1740
- Federico II di Prussia (1712 - 1786) - Federico il Grande; Gran Maestro, 1740 - 1786
- Federico Guglielmo II di Prussia (1744 - 1797) - Gran Maestro, 1786 - 1797
- Federico Guglielmo III di Prussia (1770 - 1840)- Gran Maestro, 1797 - 1840
- Federico Guglielmo IV di Prussia (1795 - 1861) - Gran Maestro, 1840 - 1861
- Guglielmo I di Germania (1797 - 1888) - Re di Prussia e primo Imperatore di Germania; Gran Maestro, 1861 - 1888
- Federico III di Germania - Gran Maestro, marzo-giugno 1888
- Guglielmo II di Germania (1859 - 1941) - ultimo Re di Prussia e ultimo Imperatore di Germania; Gran Maestro, 1888 - 1918

## Insigniti della Casa Reale di Hohenzollern
- Augusto Guglielmo, Principe di Prussia (1722 - 1758) - secondo figlio di Federico Guglielmo I; fratello di Federico II
- Enrico, Principe di Prussia (1726 - 1802) - terzo figlio di Federico Guglielmo I e fratello minore di Federico II
- Augusto Ferdinando, Principe di Prussia (1730 - 1813) - quarto figlio di Federico Guglielmo I e fratello di Federico II
- Luigi Ferdinando, Principe di Prussia (1772 - 1806) - figlio di Augusto Ferdinando, ucciso nella Battaglia di Saalfeld
- Luigi Carlo, Principe di Prussia (1773 - 1796) - secondo figlio di Federico Guglielmo II e fratello di Federico Guglielmo III
- Augusta (1811 - 1890)- Principessa di Sassonia-Weimar-Eisenach, moglie ed Imperatrice consorte di Guglielmo I
- Carlo, Principe di Prussia (1801 - 1883) - terzo figlio di Federico Guglielmo III
- Adalberto, Principe di Prussia (1811 - 1873) - figlio di Guglielmo; nipote di Federico Guglielmo II
- Federico Carlo, Principe di Prussia (1828 - 1885)
- Alberto, Principe di Prussia (1809 - 1872) - figlio di Carlo
- Enrico, Principe di Prussia (1862 - 1929) - secondo figlio di Federico III e fratello di Guglielmo II

L'Imperatrice Augusta Vittoria con la fascia e la placca dell'Ordine dell'Aquila Nera. Ritratto di Philip de László

- Vittoria di Sassonia-Coburgo-Gotha (1840 - 1901) - Figlia della Regina Vittoria d'Inghilterra; moglie ed Imperatrice consorte di Federico III
- Augusta Vittoria (1858 - 1921) - Principessa di Schleswig-Holstein, moglie di Guglielmo II
- Guglielmo (1882 - 1951) - Principe ereditario, figlio di Guglielmo II.
- Federico Leopoldo, Principe di Prussia (1865 - 1931) - figlio di Federico Carlo
- Alberto, Principe di Prussia (1837 - 1906) - figlio di Alberto
- Federico Enrico, Principe di Prussia (1874 - 1940) - figlio di Alberto
- Gioacchino Alberto, Principe di Prussia (1876 - 1939) - figlio di Alberto
- Federico Guglielmo, Principe di Prussia (1880 - 1925) - figlio di Alberto
- Eitel Federico, Principe di Prussia (1883 - 1942) - figlio di Guglielmo II
- Adalberto, Principe di Prussia (1884 - 1948) - figlio di Guglielmo II
- Augusto Guglielmo, Principe di Prussia (1887 - 1949) - figlio di Guglielmo II
- Oscar, Principe di Prussia (1888 - 1958) - figlio di Guglielmo II
- Valdemaro, Principe di Prussia (1889 - 1945) - figlio di Enrico
- Gioacchino, Principe di Prussia (1890 - 1920) - figlio di Guglielmo II
- Federico Sigismondo, Principe di Prussia (1891 - 1927) - figlio di Federico Leopoldo
- Federico Carlo, Principe di Prussia (1893 - 1917) - figlio di Federico Leopoldo
- Federico Leopoldo, Principe di Prussia (1895 - 1959) - figlio di Federico Leopoldo
- Sigismondo, Principe di Prussia (1896 - 1978) - figlio di Enrico
- Guglielmo, Principe di Prussia (1906 - 1940) - figlio del Principe ereditario Guglielmo

## Casa Principesca di Hohenzollern
- Carlo Antonio di Hohenzollern-Sigmaringen (1811 - 1885)
- Leopoldo di Hohenzollern-Sigmaringen (1835 - 1905) - figlio di Carlo Antonio
- Guglielmo di Hohelnzollern-Sigmaringen (1864 - 1927)
- Ferdinando di Hohenzollern-Sigmaringen (b. 1865) - Re di Romania, 1914 - 1927
- Carlo di Hohenzollern-Sigmaringen (1839 - 1914) - Re di Romania, 1881 - 1914

## Regnanti stranieri
- Alberto I del Belgio
- Alessandro III di Russia (1881-1894).
- Arturo, duca di Connaught e Strathearn - zio del Kaiser Guglielmo II.
- Carol I di Romania - Re di Romania (1866-1914); membro della famiglia degli Hohenzollern-Sigmaringen.
- Cristiano IX di Danimarca (1863-1906)
- Chulalongkorn - Re del Siam (1868-1910).
- Edoardo VII d'Inghilterra (1901-1910).

- Francesco Giuseppe I d'Austria (1848-1916).

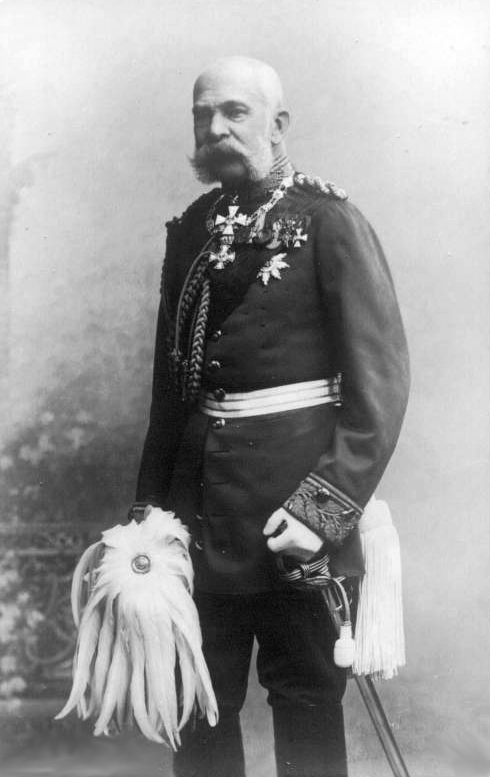
L'Imperatore Francesco Giuseppe I d'Austria, indossante l'uniforme da Feldmaresciallo prussiano, oltre alla fascia ed alla placca dell'Ordine dell'Aquila Nera, c. 1900

- Federico VIII di Danimarca (1906-1912)
- Giorgio V d'Inghilterra (1910-1936).
- Gustavo V di Svezia (1907-1950).
- Leopoldo I di Anhalt-Dessau, Feldmaresciallo prussiano
- Leopoldo II del Belgio (1865-1909).
- Luigi XVIII di Francia.
- Luigi II di Baviera (1864-1886).
- Luigi III di Baviera, ultimo Re di Baviera.
- Mutsuhito - Imperatore del Giappone (1867-1912).
- Napoleone Bonaparte - Ammesso nel 1803 quando ancora era Primo Console di Francia.
- Nasser al-Din Shah Qajar - Shah di Persia (1848-1896).
- Nicola II di Russia - Ultimo zar di Russia.
- Pietro II del Brasile
- Rupprecht di Baviera - Principe ereditario di Baviera.
- Yoshihito - Imperatore del Giappone (1912-1926).
- Umberto I di Savoia - Re d'Italia (1878-1900).
- Vittorio Emanuele III - Re d'Italia (1900-1946).
- Guglielmo III dei Paesi Bassi - Re dei Paesi Bassi e Granduca di Lussemburgo (1849 – 1890).
- Guglielmo IV d'Inghilterra (1830-1837)

## Cavalieri
- Otto von Bismarck - Cancelliere e uomo di stato tedesco.
- Moritz von Bissing - Generaloberst, Governatore militare del Belgio durante la prima guerra mondiale.
- Leonhard Graf von Blumenthal - Feldmaresciallo prussiano.
- Gebhard Leberecht von Blücher - Feldmaresciallo prussiano, comandante delle truppe prussiane nella Battaglia di Waterloo.
- Bernhard von Bülow - Cancelliere e uomo di stato tedesco.
- Karl von Einem - Generale e ministro della guerra tedesco.
- Philipp zu Eulenburg - Politico e diplomatico tedesco.
- Otto von Camphausen - Politico prussiano.
- August von Gneisenau - Feldmaresciallo prussiano.
- Gottlieb Graf von Haeseler - Feldmaresciallo tedesco.
- Paul von Hindenburg - Feldmaresciallo tedesco e poi Presidente della Germania.
- Friedrich Graf Kleist von Nollendorf - Generale prussiano (promosso a Feldmaresciallo poco prima della morte).
- August von Mackensen - Feldmaresciallo tedesco.
- Patrice de Mac-Mahon - Generale e politico francese; primo Presidente della Terza Repubblica francese.
- Adolph Menzel - Artista tedesco.
- Helmuth Karl Bernhard von Moltke - Feldmaresciallo prussiano. Fu Cancelliere dell'Ordine.
- Conte Alfred von Schlieffen - Feldmaresciallo tedesco e famoso stratega
- Friedrich Wilhelm von Seydlitz - Generale di cavalleria prussiano.
- Friedrich Bertram Sixt von Armin - Generale prussiano.
- Aleksandr Suvorov - Generalissimo russo.
- Alfred von Tirpitz - Ammiraglio tedesco.
- Alfred von Waldersee - Feldmaresciallo tedesco e supremo comandante nella Ribellione dei Boxer.
- Hans David Ludwig Yorck von Wartenburg - Feldmaresciallo tedesco.
- Sergej Jul'evič Witte - Primo ministro russo
- Karl Philipp von Wrede - Feldmaresciallo bavarese
- Józef Antoni Poniatowski - Generale polacco e principe del Sacro Romano Impero